# Võhandu (rivière)
La Võhandu (estonien : Võhandu Jõgi) est la plus longue rivière d'Estonie,.

## Description
La Võhandu prend sa source dans le village de Saverna de la commune de Valgjärve.
Elle se jette dans le lac lac Lämmijärv près du village Võõpsu de la commune de Mikitamäe.
La rivière traverse les lacs Jõksi järv, Hutita veskijärv, Räägu veskijärv, Vagula järv, Leevi veskijärv, Leevaku paisjärv et Räpina järv.
La partie de la rivière en amont du lac Vagula est aussi appelée Pühajõgi (signifiant "Rivière Sacrée"), le cours inférieur est aussi appelé Voo jõgi.

## Galerie

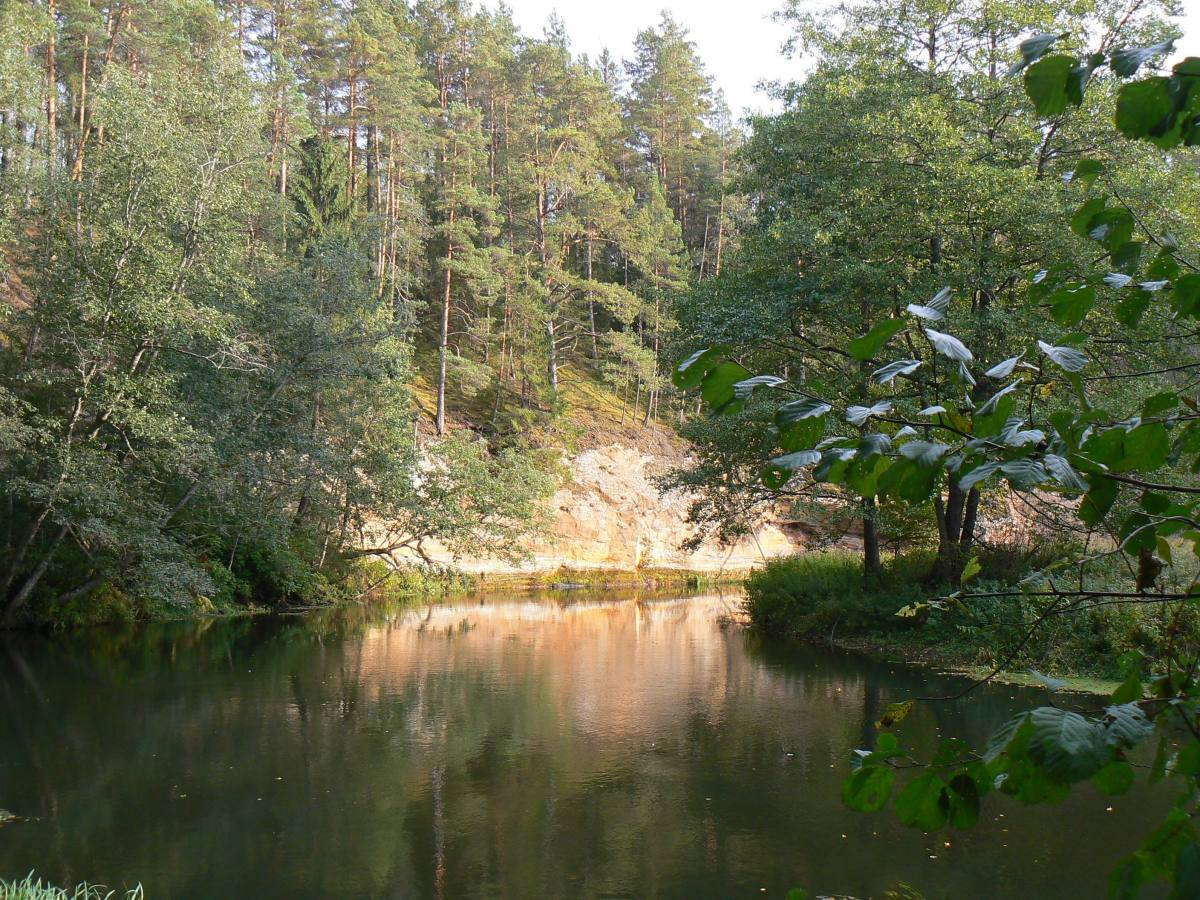

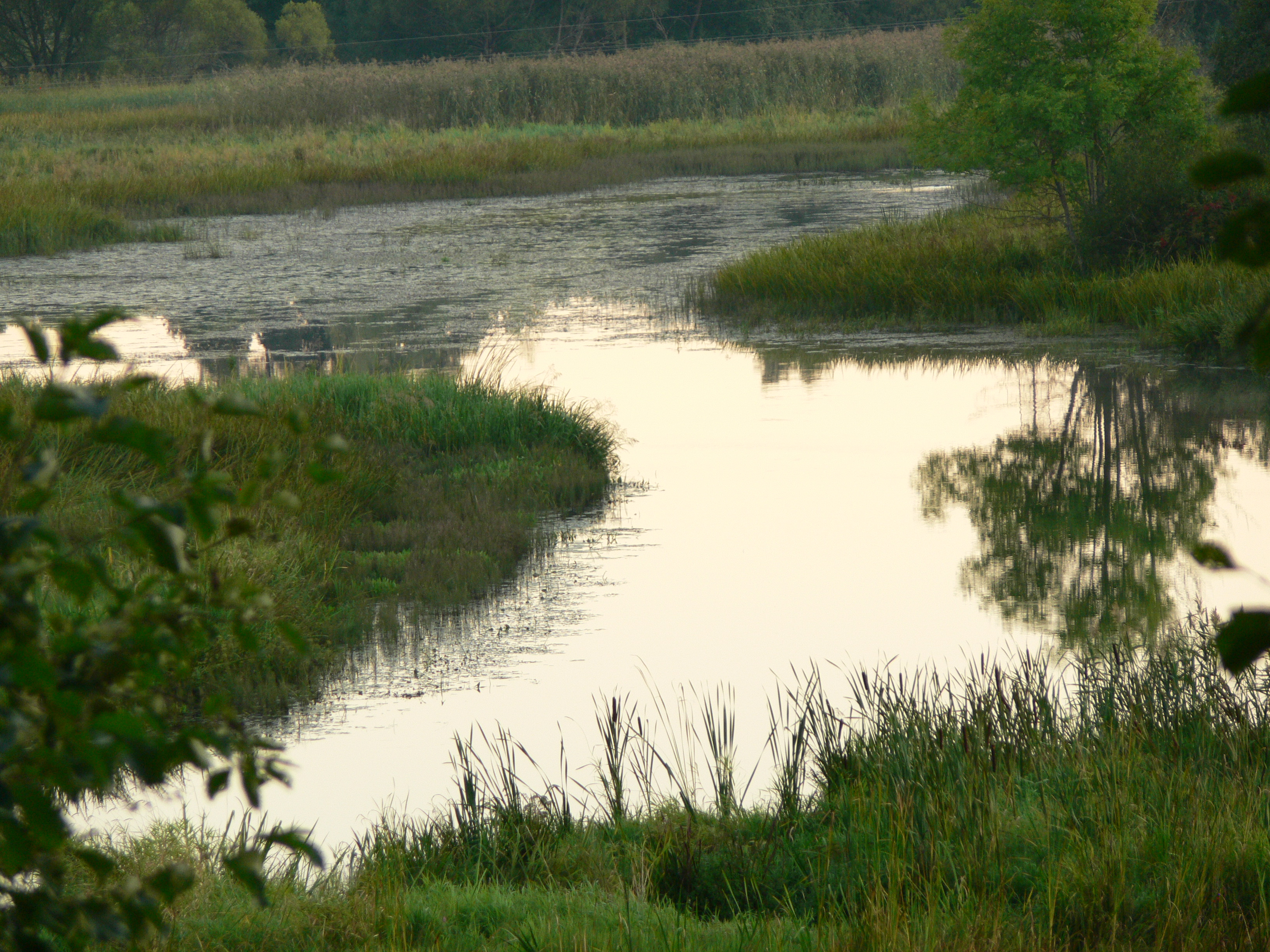
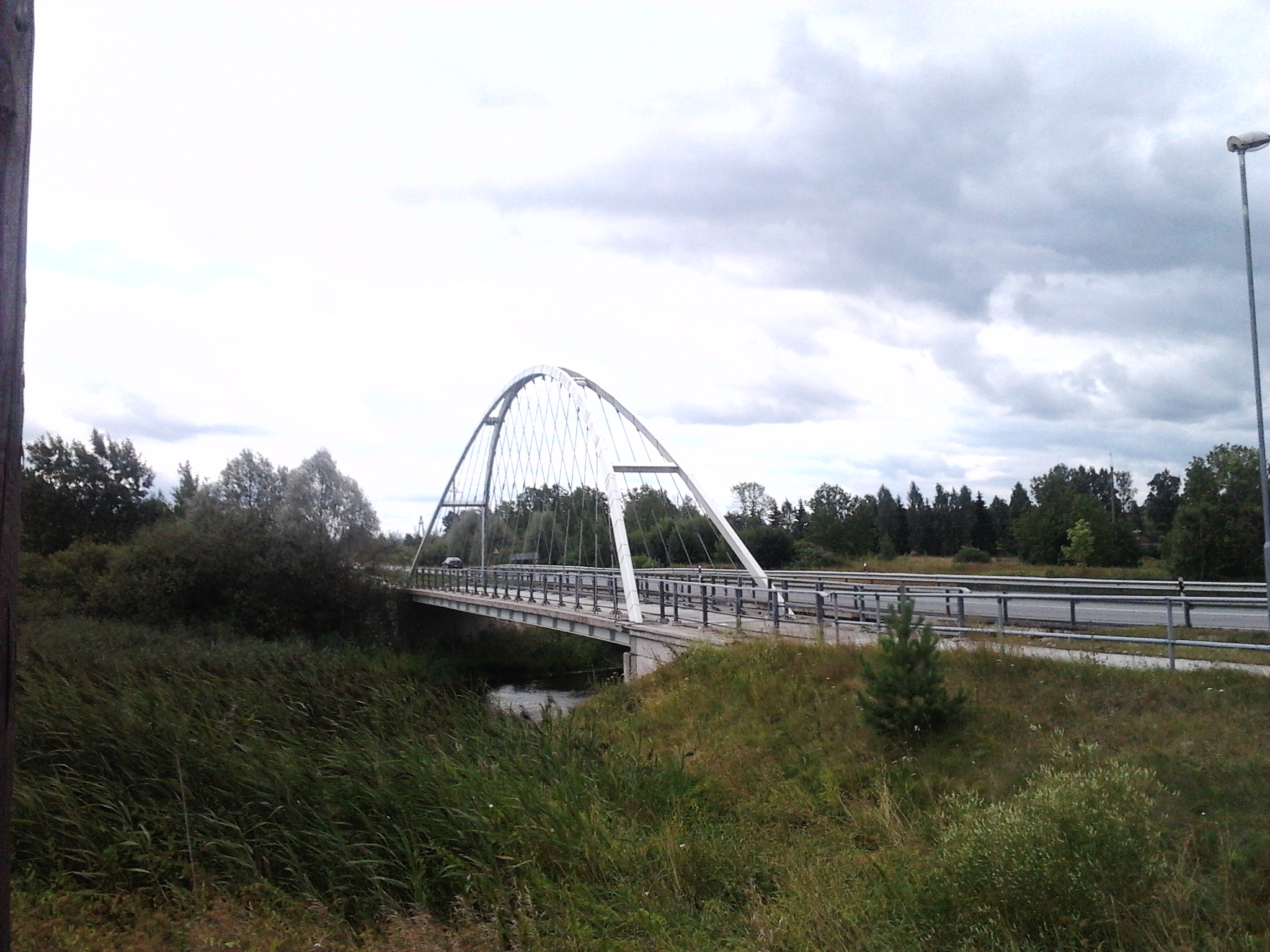
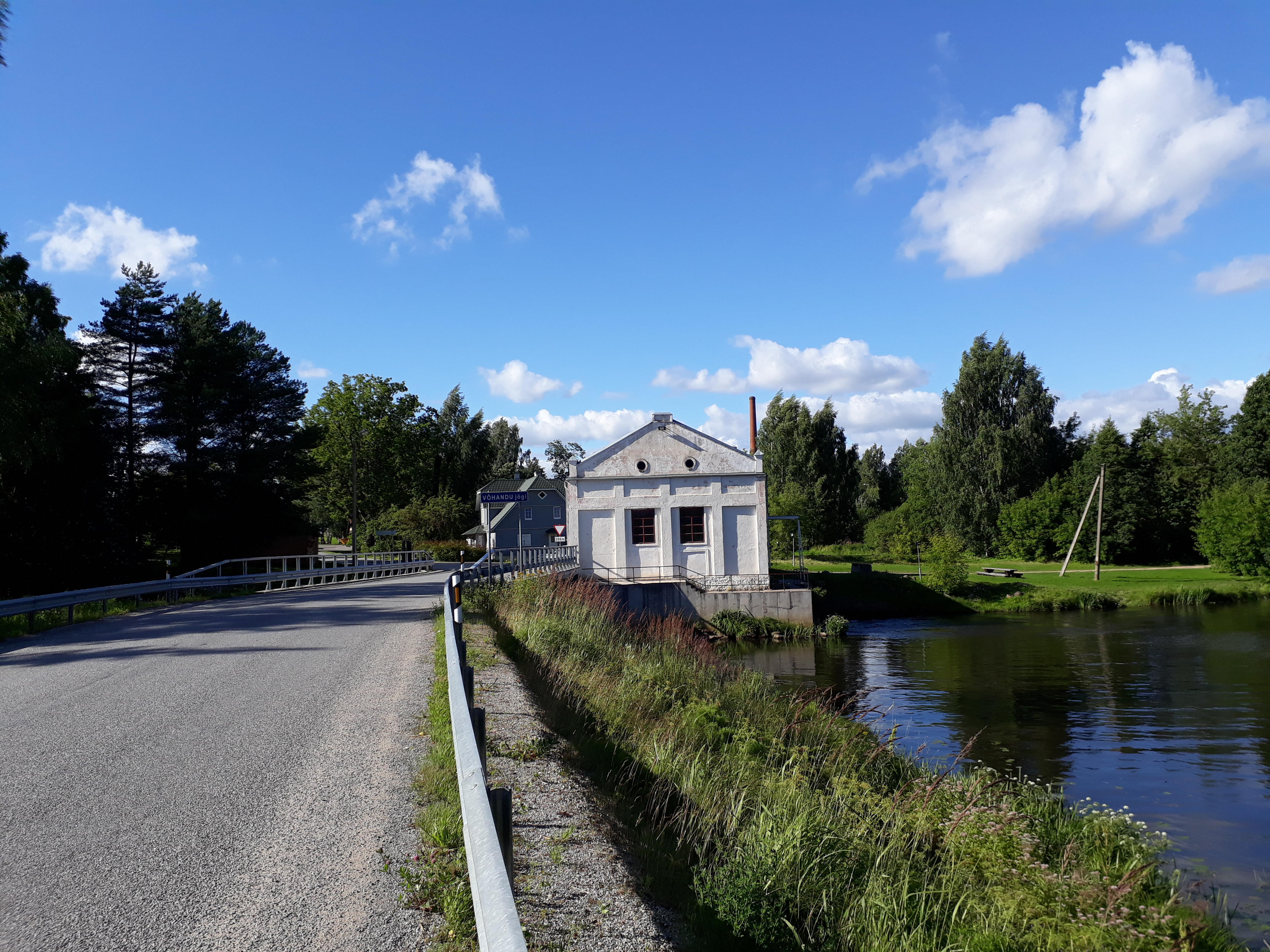

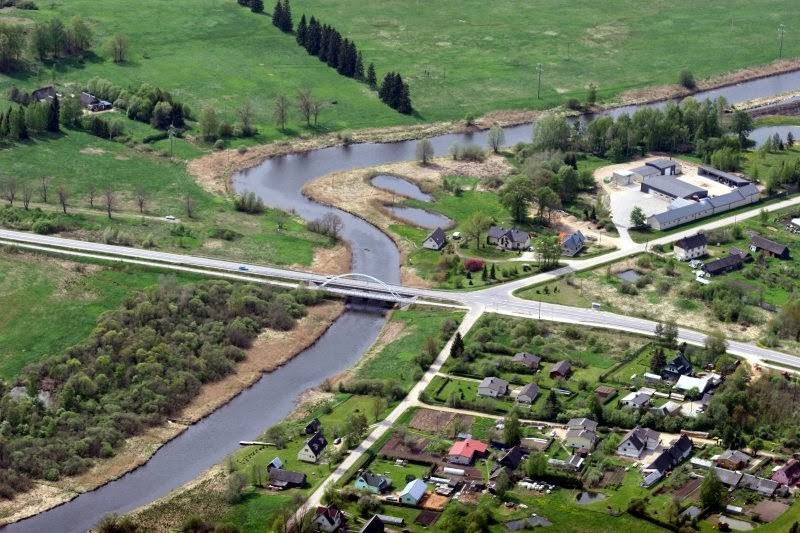
Pont de Kirumpää.
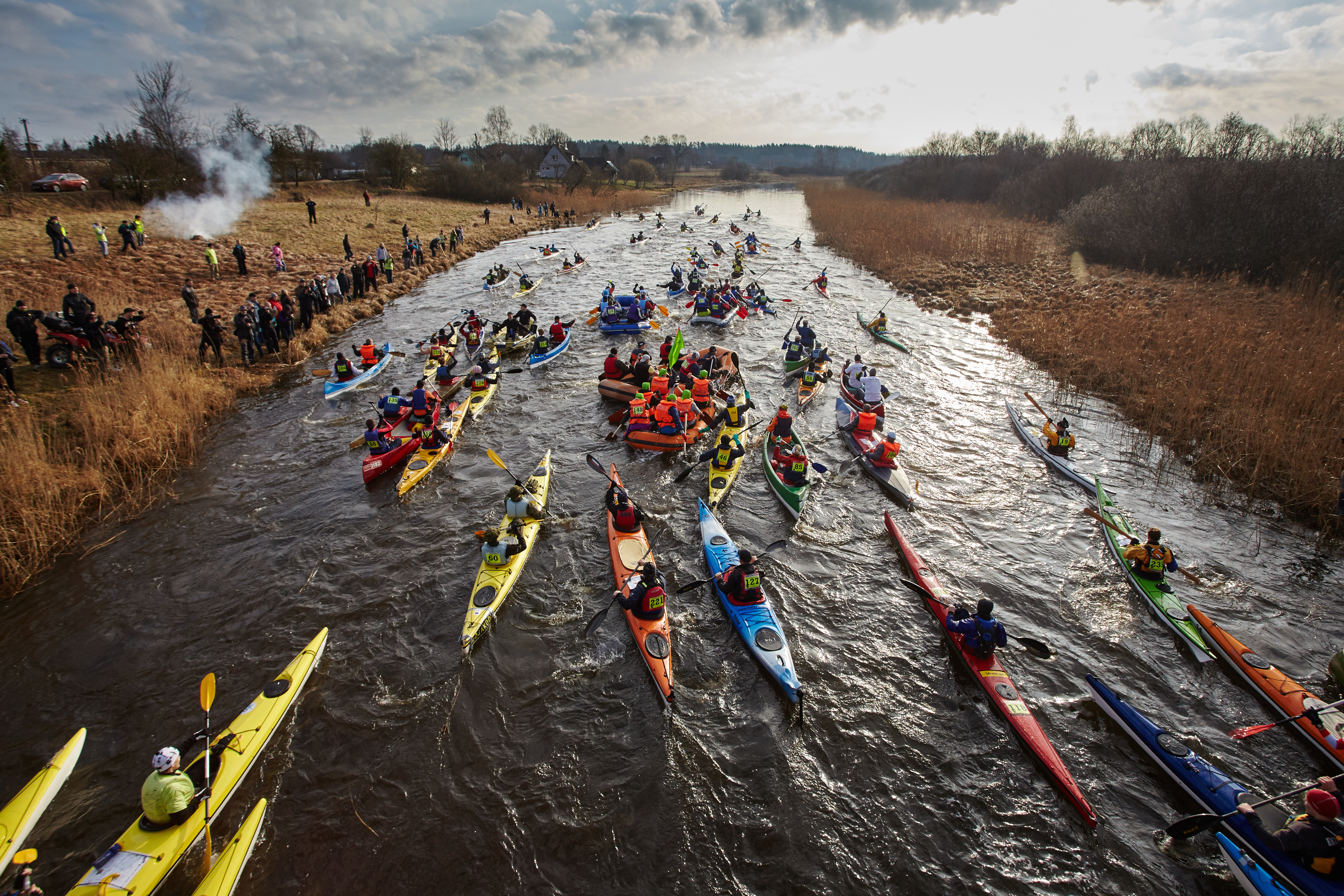
Maraton de Võhandu.